# Little Thirteen
Little Thirteen ist ein deutsches Drama und der Diplomfilm des Berliner Regisseurs Christian Klandt aus dem Jahr 2012. In den Hauptrollen spielten Muriel Wimmer, Antonia Putiloff, Joseph Konrad Bundschuh und Isabell Gerschke.

## Handlung
Die 13-jährige Sarah stammt aus einer sozial benachteiligten Familie. Sie hat Sex mit immer wechselnden Partnern, bis sie einem 16-Jährigen namens Lukas begegnet und sich zum ersten Mal richtig verliebt. Der aus gutbürgerlichen Verhältnissen stammende Jugendliche tauscht selbstgedrehte Porno-Clips mit Minderjährigen gegen Drogen. In der Zwischenzeit bemerkt Sarahs beste Freundin Charly, dass sie schwanger ist. Sie weiß nicht, von wem.

## Kritiken
„Ein verbal stark sexualisierter, szenisch aber durchaus umsichtiger Debütfilm, der um ungestillte Liebes- und Lebenssehnsüchte kreist. Die Inszenierung changiert zwischen Jugenddrama und atmosphärisch akzentuiertem Generationenfresko, wobei keine Erklärung für das widersprüchliche Verhalten der Jugendlichen präsentiert wird.“

Die Berliner Zeitung betitelte den Film mit „Sex ohne Gefühl und Verstand“ und warf ihm „verlogene Patronage“ und eine „selbstgefällige Attitüde“ vor.
Laut Deutschlandradio Kultur seien es „die Feinheiten, die seine Figuren und deren Geschichten ausmachen“.
Beim Fernsehsender n-tv hieß es: „Es ist ein trostloser Film“ sowie „Regisseur Christian Klandt und Autorin Catrin Lüth heißen den Zuschauer willkommen in der Generation Porno“.

## Produktionsnotizen
Little Thirteen war der erste Abschlussfilm eines Regiestudenten, den die Filmproduktionsfirma X Filme Creative Pool (z. B. Good Bye, Lenin!) herstellte.
Regisseur Klandt sagte, er wolle nur Filme machen, die der Wahrheit entsprechen sollten. Little Thirteen  solle „Fragen stellen“.
Der Film erschien auch auf DVD.

## Auszeichnungen
2012 gewann Antonia Putiloff für ihre Rolle als Charly in Little Thirteen beim Filmfest München den German Cinema New Talent Award – Best Performance.